# Centurione (famiglia)

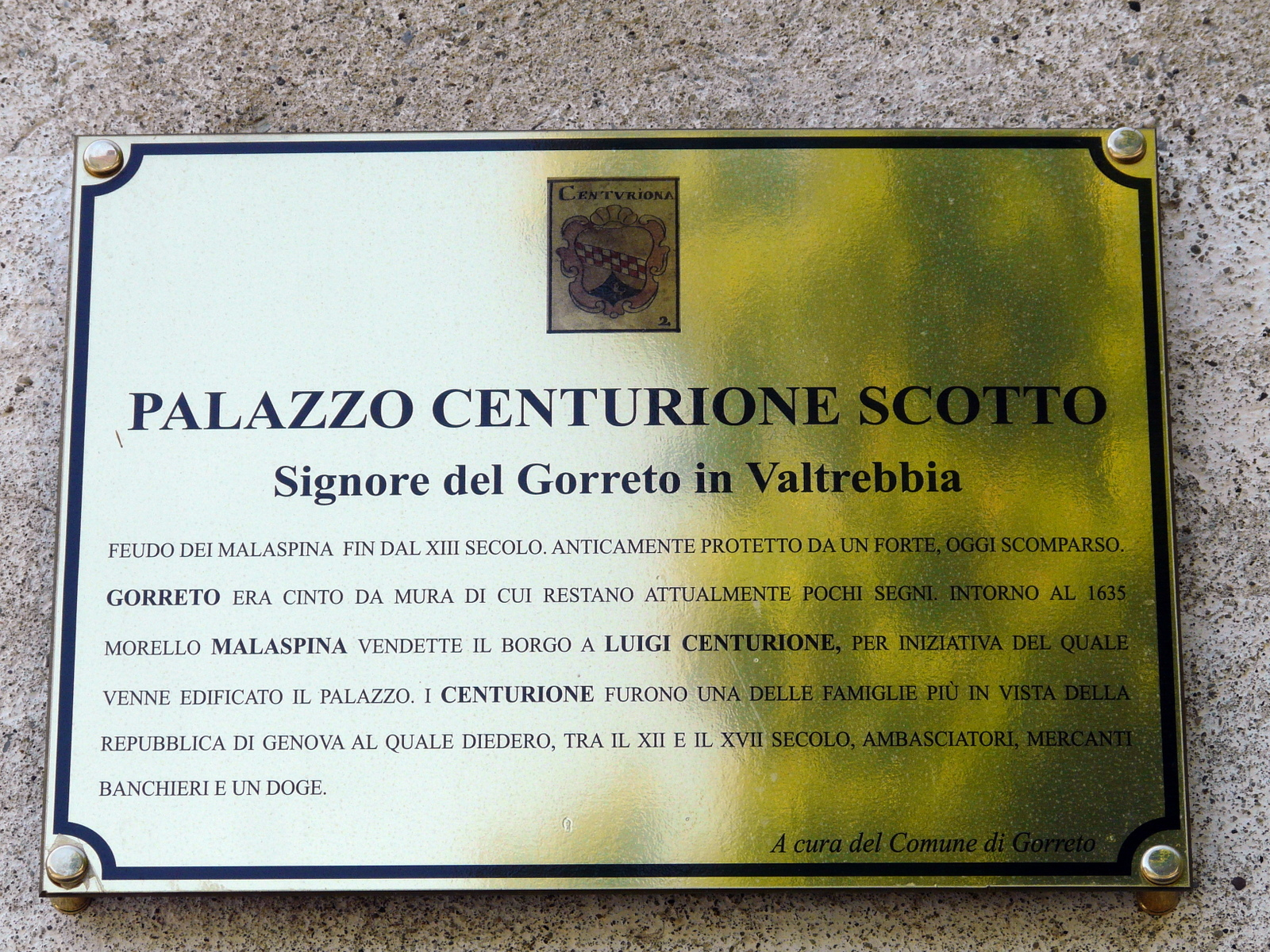
Stemma dei Centurione Scotto nel palazzo Centurione, Gorreto

Quella dei Centurione fu tra le famiglie genovesi consorziatesi in Albergo.

## Storia
L'albergo Centurione si formò nel 1360 con l'unione delle famiglie Oltramarino, Becchignone, Bestagno e Cantelli, alle quali si aggiunsero i Traverso e gli Scotto.
Nel 1528 divennero il ventottesimo ed ultimo albergo genovese.

### Albergo Centurione
Con la riforma voluta da Andrea Doria nel 1528, i Centurione andarono a formare il XXVIII albergo, a cui vennero aggregate famiglie che si aggiunsero al nucleo iniziale degli Ultramarino, Becchignone, Bestagno e Cantelli. Di seguito le famiglie che erano ascritte all'albergo Centurione:
- Becchignone: formatisi a metà del XIII secolo, furono tra le famiglie fondatrici dell'albergo Centurione.[1]
- Bestagno: originari della Lombardia, furono tra le famiglie fondatrici dell'albergo Centurione. Una parte della famiglia entrò nel 1536 nei Negrone.[2]
- De Calanis: originari di Sarzana, furono in Genova dal XV secolo. Vennero ascritti alla famiglia nel 1561.[3]
- Cantelli: originari dell'area di Chiavari, furono in Genova dal XIII secolo. nel 1528 furono ascritti ai Centurione ed ai Grillo.[4]
- Casareto: originari di Chiavari, furono in Genova dal XV secolo. Furono ascritti alla famiglia nel 1528.[5]
- Castagna: originari dei dintorni di Voltaggio, inizialmente ascritti ai Di Collone[6], passarono poi ai Centurione, ai De Marini ed agli Interiano.[7]
- Fattinanti: originari di Voltaggio, formavano albergo autonomo sino alla loro ascrizione nei Centurione nel 1528.[8]
- Curlo: originari di Taggia e Ventimiglia (riviera di ponente), furono ascritti nel 1577.
- Flaco: originari di Voltri.[9]
- Garugio: originari della riviera di ponente, furono ascritti ai Centurione nel 1528.[10]
- Lerici: originari di Lerici, furono ascritti ai Centurione nel 1528.[11]
- Mortara: originari di Mortara, furono ascritti ai Centurione nel 1528.[12] ( dal 1528)
- Novari provenienti dalla Lombardia, furono ascritti ai Centurione nel 1379.[13]
- Novari: provenienti da Novara, furono ascritti nel 1528 ai Centurione, ai Doria ed ai Giustiniani.[14]
- Da Novi: originari di Novi Ligure, vennero in Genova intorno al 1350. Nel 1528 entrarono negli alberghi Centurione, De Franchi ed Interiano.[15]
- Oltremarino: a Genova dalla prima metà del XIII secolo, furono una delle famiglie fondatrici dell'albergo Centurione.[16]
- Piccaluga: originari della Valpolcevera, giunsero in Genova verso il 1480. Nel 1528 vennero ascritti ai Centurione ed agli Spinola.[17]
- Pietrasanta: genovesi, originari forse di Milano, dal XIII secolo. Nel 1528 vennero ascritti ai Centurione.[18]
- Ramponi: originari della riviera di levante, nel 1528 vennero ascritti alla famiglia.[19]
- Scarpa: originari di Piacenza, emigrarono a Sestri e poi a Genova verso il 1150. Nel 1528 furono ascritti ai Centurione ed ai Lomellini.[20]
- Scotti: genovesi sin dal 1122 circa, furono tra le prime famiglie ad aderire all'albergo Centurione. Altri rami della famiglia entrarono nel 1528 nei Cattaneo, nei Pallavicino e nei Salvago.[21]
- Traverso: giunsero in Genova dalla Lombardia nel XIII secolo e furono tra le prime famiglie ad aderire all'albergo Centurione.[22]
- Vedereto: genovesi sin dal XII secolo.[23]
- Viviani: giunsero a Genova da Levanto nel 1240 circa. Aderirono ai Centurione nel 1576.[24]
- Zerbi: originari di Ottone, nel 1528 vennero ascritti ai Centurione.[25]

## Arma
L'arma della famiglia Centurione era d'oro alla banda scaccata di tre file d'argento e di rosso. L'arma colla rosa in capo era quella utilizzata dai Centurione-Oltremarino.

## Illustri rappresentanti della famiglia
- Alessandro Centurione, arcivescovo, fine del XVI secolo e inizio del XVII
- Agostino Centurione (1584- 1657) inviato della Repubblica di Genova a Parigi
- Benedetto Centurione (sec. XV), padre della riforma monetaria del 1447
- Giovanni Centurione, mercante
- Martino Centurione, rappresentante di Genova in Spagna (secoli XV-XVI)
- Paolo Centurione (sec. XVI), cosmografo e navigatore.
- Adamo Centurione (circa 1486 - 1568), primo marchese di Aulla.
- Giorgio Centurione, doge di Genova.
- Santa Virginia Centurione Bracelli, figlia del precedente.